# المراونة
قرية المراونة هي إحدى القرى التابعة لمركز البداري في محافظة أسيوط في جمهورية مصر العربية. حسب إحصاءات سنة 2006، بلغ إجمالي السكان في المراونة 500 نسمة، منهم 247 رجل و253 امرأة.